# Empagliflozin
L'empagliflozin, venduto tra gli altri con il nome commerciale Jardiance, è un farmaco utilizzato per il trattamento del diabete di tipo 2, dello scompenso cardiaco e della malattia renale cronica, appartenente alla classe degli inibitori del trasportatore sodio-glucosio (SGLT2). È 5000 volte più selettivo per SGLT2 rispetto a SGLT1.
È considerato un farmaco di seconda linea, da introdurre dopo modifica della dieta e terapia con metformina. Può essere usato in monoterapia, laddove la metformina non sia tollerata, oppure insieme ad altri farmaci come metformina o insulina. Non è raccomandato per il diabete di tipo 1.

## Meccanismo d'azione
Come gli altri farmaci inibitori del cotrasportatore renale sodio-glucosio, impedisce il riassorbimento tubulare prossimale del glucosio, aumentandone l'escrezione con le urine

## Effetti indesiderati
Gli effetti collaterali comuni includono infezioni del tratto urinario, infezioni fungine dell'inguine e dolori articolari.
È possibile l'insorgenza di ipoglicemia, soprattutto se utilizzato in combinazione con altri farmaci antidiabetici.
Effetti collaterali più rari, ma più gravi, includono la fascite necrotizzante del perineo chiamata gangrena di Fournier e la chetoacidosi diabetica con livelli normali/moderatamente alti di glicemia.

## Popolazioni particolari
L'uso in gravidanza e durante l'allattamento non è raccomandato. L'uso non è raccomandato nei soggetti con insufficienza renale, con clearance della creatinina inferiore a 60 mL/min.